# St. Quiriacus und Auctor

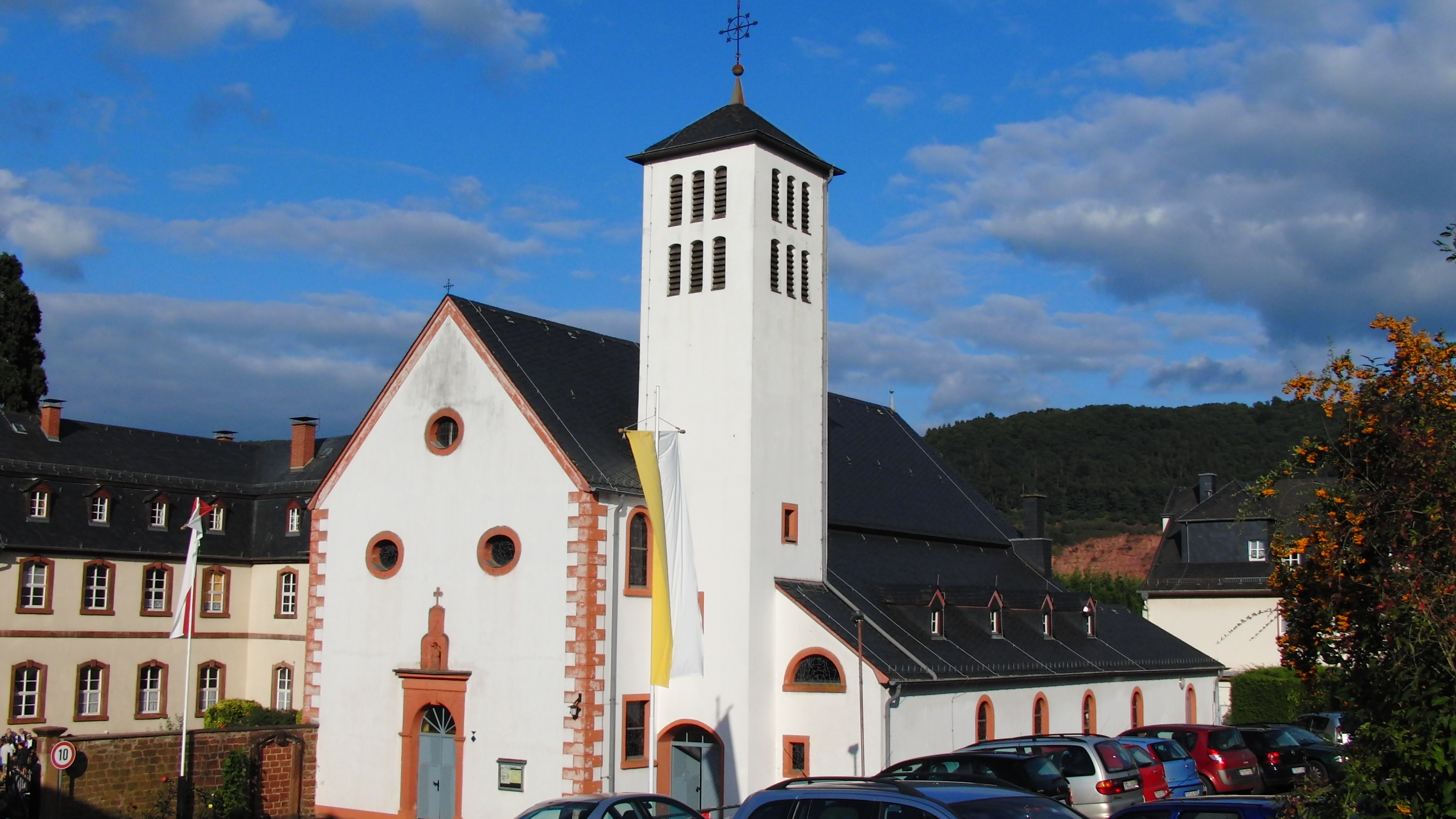
Pfarrkirche „St. Quiriacus und Auctor“ Taben-Rodt

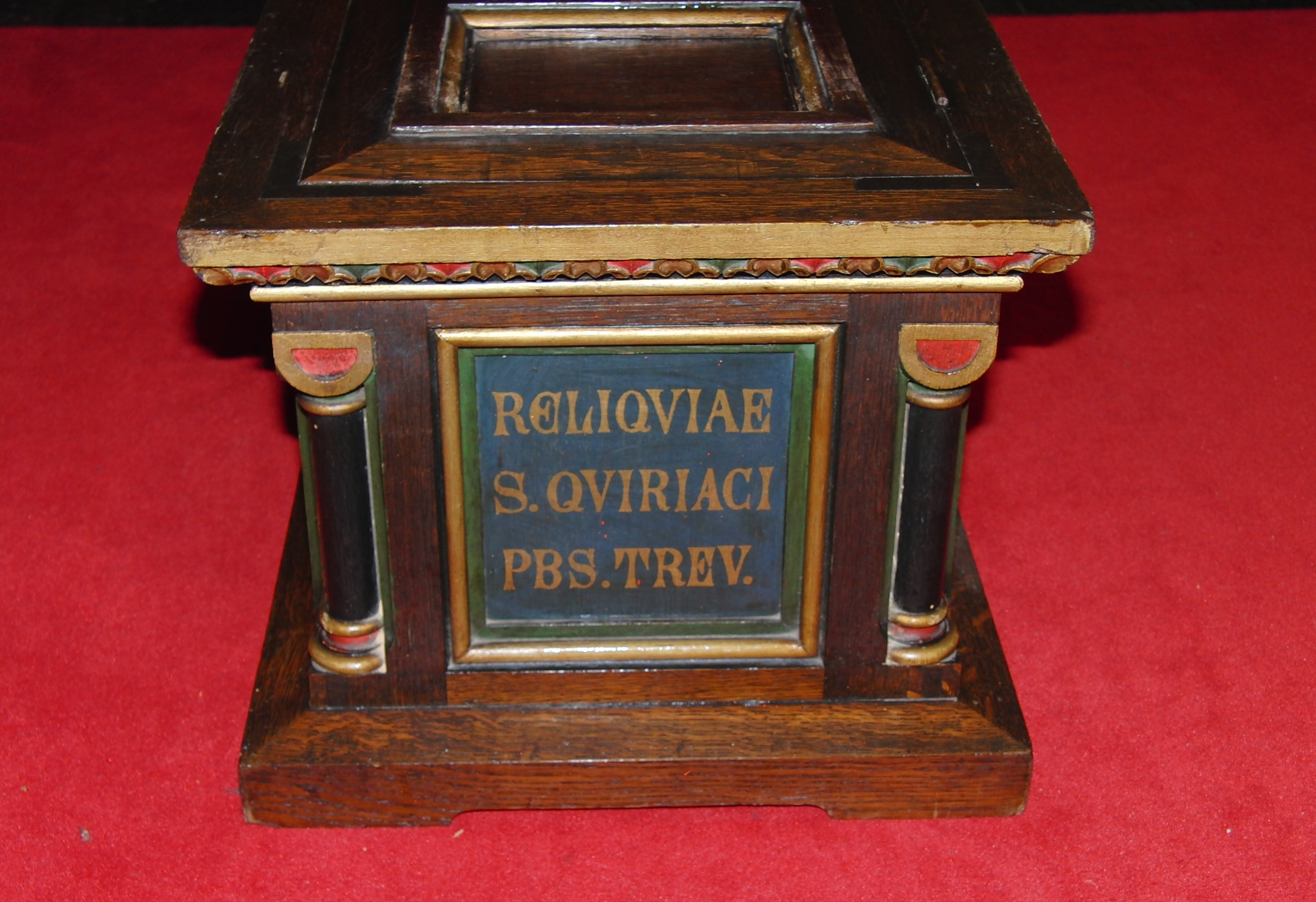
Schrein „St. Quiriacus“ in Taben-Rodt

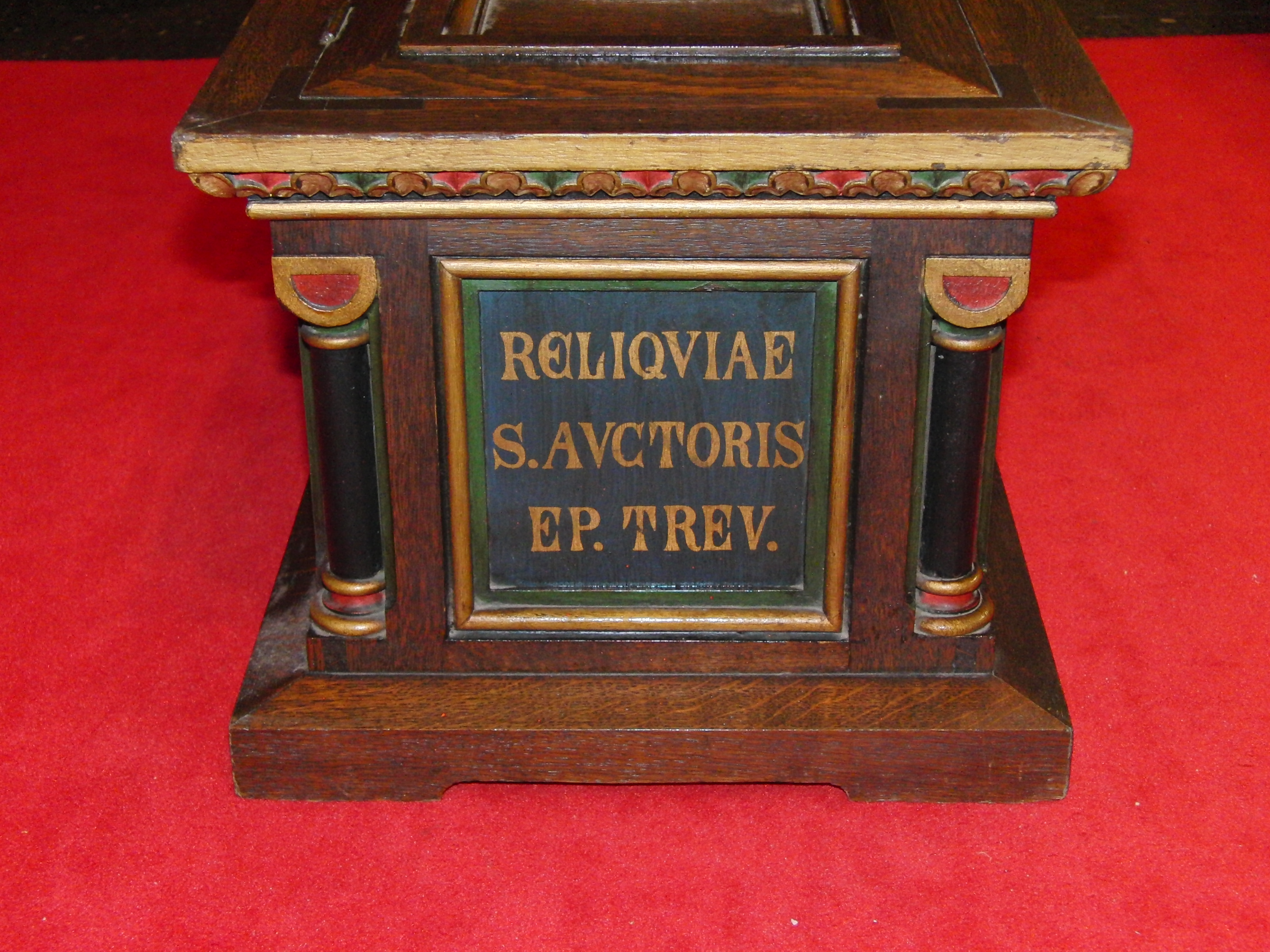
Schrein „St. Auctor“ in Taben-Rodt

Die Kirche St. Quiriacus und Auctor ist eine römisch-katholische Kirche in Taben-Rodt, einer Ortsgemeinde im Landkreis Trier-Saarburg in Rheinland-Pfalz. Sie trägt sowohl das Patrozinium des heiligen Quiriakus, eines Priestermönchs der Trierer Abtei St. Maximin, als auch des heiligen Auctor, eines frühchristlichen Trierer Bischofs. In der Denkmalliste von Rheinland-Pfalz ist das Kirchengebäude als Einzeldenkmal aufgeführt.

## Geschichte
Die erste urkundliche Erwähnung des Ortes Taben erfolgte in der ältesten Urkunde der Rheinlande, dem Testament des Adalgisel Grimo im Jahr 634.
Im Jahre 768 schenkte Pippin der Jüngere seinen Besitzanteil von Taben der Abtei St. Maximin, deren Mönche dort im gleichen Jahr eine Niederlassung gründeten.
Im Jahre 769 soll ein großer Teil der Gebeine des hl. Quiriakus nach Taben transferiert worden sein. Darauf geht die jahrhundertelange Tradition der örtlichen Quiriakusverehrung zurück, die durch eine jährliche Wallfahrt (Kirmes) begangen wird.
Die Kirche „Quiriacum ad Attavanum“ (St. Quiriacus in Taben) wurde erstmals im Testament der lothringischen Gräfin Erkanfrida im Jahre 853 erwähnt, in dem sie der Kirche eine Geldschenkung vermachte. Während der Amtszeit von Bischof Milo verfiel die Kirche. Im Jahre 1056 begann der Wiederaufbau unter Abt Theodorikus von St. Maximin, auch durch Unterstützung von Kaiser Heinrich III. Erzbischof Udo (1066–1078) weihte das neue Gotteshauses ein. Bei dieser Feier wird erstmals das Patrozinium des hl. Auctor in Taben erwähnt und seitdem trägt die Kirche den heutigen Namen „St. Quiriacus und Auctor“.
Der romanische Chor wird in das 11. Jahrhundert datiert.
Im Jahre 1487/88 wurde die bisher in Pfarrbesitz befindliche Kirche auf Antrag von Abt Otto von Elten (1483–1502) durch Genehmigung von Papst Innozenz VIII. in das Tabener Kloster inkorporiert. 1501 begannen die Mönche mit dem Abriss der Kirche (mit Ausnahme des romanischen Chores), die in einem neuen Stil (mit Kreuzgewölbe) wieder erbaut wurde.
Ende des 17. Jahrhunderts wurde an die Klosterkirche „St. Quiriacus“ die Pfarrkirche „St. Hubertus“ angebaut. Im Jahr 1724 erfolgte unter Abt Paccius von St. Maximin (1719–1731) ein weiterer Umbau, bedingt durch die Anlage eines Weinkellers unter dem Kirchenschiff der Klosterkirche. Im Jahre 1751 erhielt der Dachreiter eine neue Glocke.
Unter Pastor Liell (1889–1907 Pfarrer in Taben-Rodt) wurde der Chorraum mit großformatigen Wandmalereien ausgeschmückt, die das Leben des hl. Quiriakus illustrierten, und das Kirchenschiff mit christlichen Motiven ausgemalt. Im Jahre 1890 wurden die Gebeine des hl. Quiriakus im Beisein eines bischöflichen Commissars vom Königlichen Kreisphysikus Sanitätsrat Hecking untersucht und klassifiziert. Nach der Erhebung wurden auf Veranlassung Pastor Liells im Jahre 1890 die Reliquien in einem künstlerisch gestalteten Holzschrein sichtbar unter dem Altar aufgestellt. Die bisher letzte Erhebung der Gebeine des hl. Quiriakus erfolgte im Jahre 2007 anlässlich einer bischöflich genehmigten Entnahme von Reliquienteilen u. a. für die Kirche St. Quiriakus im Merziger Stadtteil Mechern.
Nachdem die Kirche den Zweiten Weltkrieg ohne größere Schäden überstanden hatte, wurde sie im März 1945 gemeinsam mit den angebauten Klostergebäuden durch Brandstiftung bis auf die Grundmauern zerstört.
Nach dem Krieg erfolgte der Wiederaufbau nach den Plänen des Architekten Marx aus Trier, wobei das Kirchenschiff etwas verlängert wurde und die Kirche statt des bisherigen Dachreiters einen Glockenturm erhielt. Das Portal des Jahres 1724 wurde in die neuerrichtete Westwand originalgetreu eingebaut. Nach umfangreichen Renovierungen in den Jahren 1965 bis 1995 und 2005 bis 2007 und 2018 erhielt die Kirche ihr heutiges Erscheinungsbild.
Im Jahre 2019 feierte die „Pfarrgemeinde St. Quiriacus und Auctor“ anlässlich des 1250. Jahrestages der Übertragung der Gebeine des Hl. Quiriakus nach Taben-Rodt ein Jubiläumsjahr mit zahlreichen Veranstaltungen.
Zum 1. Januar 2024 wurde die bisherige Pfarrei St. Quiriacus und Auctor Taben-Rodt gemeinsam mit den bisherigen vier Nachbar-Pfarreien St. Martin Serrig, Heiligste Dreifaltigekeit Freudenburg, St. Remigius Kirf und St. Johannes der Täufer Kastel-Staadt zu der neu gegründeten Pfarrei Saar-Leuktal Maria Königin fusioniert. Die Kirche des Hl. Quiriakus verliert mit dieser Zusammenlegung den Status einer Pfarrkirche.

## Ausstattung
Zur Ausstattung der Kirche gehören unter anderem die beiden Schreine der Heiligen Quiriakus und Auctor, wobei nur die Gebeine des hl. Quiriakus alljährlich zur Kirmes (5. Ostersonntag) in einer Prozession durch den Ort getragen werden.
Nach den Kriegswirren wurden zunächst nur einfach gestaltete Fenster eingebaut. Erst bei der Renovierung im Jahre 1966 wurden die drei Chorfenster durch künstlerisch gestaltete Motivfenster (Prof. E. Kraemer, Trier) erneuert. Der Einbau der restlichen Motivfenster (Bilder aus dem Leben des hl. Quiriakus) erfolgte in den Jahren 1992 und 1993.
Die Orgel (Sebald, Trier) stammt aus dem Jahre 1967. Nach ihrer Restaurierung im Jahre 2016 wurde die Orgel im Januar 2017 von Dechant Klaus Feid erneut eingeweiht.
Das große, 1968 angeschaffte Chorraum-Kreuz wurde vom Künstler Werner Persy, Trier entworfen.

## Sonstiges
Bei Wiederauffinden der Gebeine des hl. Quiriakus wurde in dem Marmor-Sarkophag eine kunstvoll gewebte Dalmatik aufgefunden, deren Entstehung von Experten in die Zeit der Translation (769) datiert wird. Diese wertvolle Dalmatik wird im Bischöflichen Diözesan Museum in Trier aufbewahrt.
Die Gebeine des Hl. Auctor wurden 1889 bei Umbauarbeiten in einem Kalkstein-Sarkophag unter dem Hochaltar gefunden. Bei der Erhebung der Gebeine im Jahre 1890 wurden diese ebenfalls katalogisiert und in einen eigenen Holzschrein zur weiteren Aufbewahrung und Aufstellung gelegt. Die beiden Holzschreine mit den Gebeinen überstanden den verheerenden Brand am Kriegsende unversehrt, weil besonnene Tabener Bürger die beiden Schreine noch während des Krieges außerhalb der Pfarrkirche vergraben hatten.